# Pro Evolution Soccer 2018
Pro Evolution Soccer 2018 (officiellement abrégé PES 2018) est un jeu vidéo de football développé par PES Productions et publié par Konami pour Microsoft Windows, PlayStation 3, PlayStation 4, Xbox 360 et Xbox One. Le jeu est le 17e de la série Pro Evolution Soccer et est sorti en septembre 2017.
Konami a conservé le thème de l'opus précédent et a également annoncé une « édition spéciale FC Barcelone » dans le cadre de son communiqué de presse réalisé le 16 mai 2017. Neymar, Lionel Messi, Luis Suárez, Rafinha Alcantara et Gérard Piqué figurent ainsi sur la couverture du jeu. À l'instar de PES 2017, les clubs de Barcelone, de l'Atletico Madrid, du Borussia Dortmund, de Schalke 04, de Valencia CF et de Liverpool, ainsi que l'équipe nationale du Brésil, sont sous licence officielle,
Konami a également annoncé un contenu bonus pré-commandable pour les téléchargements numériques et les versions physiques du jeu. Le 13 juin 2017, Konami a annoncé que l'un des bonus des pré-ventes sera la possibilité d'engager le sprinter Usain Bolt en tant que joueur dans le mode MyClub.

## Système de jeu
Au cours de l'E3 2017, Konami a présenté son trailer avec les principales nouveautés du jeu. Diego Maradona apparaît comme légende de ce nouvel opus et Usain Bolt est disponible en tant que joueur et ambassadeur dans le mode MyClub. 
Gameplay : Konami note des améliorations significatives dans la mécanique de jeu, parmi lesquels un meilleur système dans le tir des corners et coups francs, en supprimant les conseils de contrôle et en ajoutant de nouvelles options d'angle de caméra, plus la fonction Real touch + qui permet un meilleur contrôle.
Améliorations visuelles : Les données des stades ont été recueillies directement auprès des équipements partenaires. Le Camp Nou et le Signal Iduna Park sont recréés à l'aide d'un système de numérisation réelle. Les modèles de spectateurs, incluant leurs vêtements et leur expression faciale, ont été considérablement améliorés.
Jeu en ligne : Un nouveau mode coopératif  de 2 vs 2 et 3 vs 3 a été inséré et peut être utilisé en réseau local.
Amélioration de la version PC : L'amélioration des graphismes et du contenu de la version PC équivaut désormais aux versions des consoles next-gen.
Interface : Le menu a été revisité dans un design moderne, en particulier la présentation de l'information lors de matchs. Des images réelles des joueurs sont présentes lors de la présentation de l'effectif et des statistiques.

## Commentaires
Les commentateurs ont été présentés dans la bande-annonce officielle du jeu. Comme dans PES 2017, les commentaires anglais seront assurés par Peter Drury et Jim Beglin, Carlos Martínez et Julio Maldonado seront les analystes espagnols tandis que Christian Martinoli et Luis García commenteront les matchs en mexicain. Ce nouvel opus voit l'apparition de deux nouveaux commentateurs pour l'espagnol argentin : Rodolfo de Paoli et Diego Latorre. Ce nouvel opus voit l'apparition de deux nouveaux commentateurs pour l'espagnol chilien : Claudio Palma et Aldo Schiappacasse.

## Développement
PES 2018 est disponible en ligne sous forme bêta du 20 au 30 juillet 2017, à la différence des opus précédents. Cela donne l'occasion aux joueurs de vérifier la fiabilité des réseaux en ligne. En plus de la bêta, une démo est disponible le 30 août 2017 ,.

## Accueil
- Jeuxvideo.com : 15/20[17]

## Note
Pour la dernière fois, la série PES apparaît sur Xbox 360 et Playstation 3. Le jeu est également le dernier titre à bénéficier d'une démo jouable téléchargeable sur la console de Microsoft.